# Wereldkampioenschappen zwemmen 2024 – 4×100 meter wisselslag vrouwen
De 4×100 meter wisselslag vrouwen op de wereldkampioenschappen zwemmen 2024 in Doha vond plaats op 18 februari 2024. 

## Records
Voorafgaand aan het toernooi waren dit het wereldrecord en het kampioenschapsrecord
| Wereldrecord         | Verenigde Staten Regan Smith Lilly King Kelsi Dahlia Simone Manuel | 3.50,40 | Gwangju | 28 juli 2019 |
| Kampioenschapsrecord | Verenigde Staten Regan Smith Lilly King Kelsi Dahlia Simone Manuel | 3.50,40 | Gwangju | 28 juli 2019 |

## Uitslagen
De acht snelste teams in de series kwalificeerden zich voor de finale.

### Series
| Rang | Serie | Baan | Land             | Namen | Tijd              | Bijz.             |
| ---- | ----- | ---- | ---------------- | --- | ----------------- | ----------------- |
| 1    | 3     | 5    | Canada           | Ingrid Wilm (59,77) Sydney Pickrem (1.06,14) Rebecca Smith (57,81) Katerine Savard (54,91)                       | 3.58,63           | Q                 |
| 2    | 3     | 3    | Zweden           | Hanna Rosvall (1.01,23) Sophie Hansson (1.07,23) Louise Hansson (56,84) Michelle Coleman (54,05)                 | 3.59,35           | Q                 |
| 3    | 2     | 4    | Australië        | Jaclyn Barclay (1.00,27) Abbey Harkin (1.08,15) Alexandria Perkins (57,21) Brianna Throssell (54,46)             | 4.00,09           | Q                 |
| 4    | 2     | 3    | Nederland        | Kira Toussaint (1.00,82) Tes Schouten (1.08,36) Maaike de Waard (58,03) Kim Busch (54,88)                        | 4.02,09           | Q                 |
| 5    | 2     | 5    | China            | Sun Mingxia (1.02,13) Yang Chang (1.06,50) Yu Yiting (57,84) Ai Yanhan (55,75)                                   | 4.02,22           | Q                 |
| 6    | 3     | 7    | Hongkong         | Stephanie Au (1.00,98) Siobhan Haughey (1.07,05) Natalie Kan (59,29) Camille Cheng (55,02)                       | 4.02,34           | Q                 |
| 7    | 3     | 2    | Italië           | Francesca Pasquino (1.01,37) Arianna Castiglioni (1.06,75) Costanza Cocconcelli (58,35) Chiara Tarantino (56,15) | 4.02,62           | Q                 |
| 8    | 2     | 6    | Polen            | Adela Piskorska (1.01,16) Dominika Sztandera (1.07,76) Paulina Peda (58,42) Kornelia Fiedkiewicz (55,29)         | 4.02,63           | Q                 |
| 9    | 3     | 8    | Singapore        | Levenia Sim (1.02,58) Letitia Sim (1.06,41) Quah Jing Wen (58,89) Quah Ting Wen (55,00)                          | 4.02,88           | NR                |
| 10   | 3     | 1    | Zuid-Afrika      | Milla Drakopoulos (1.02,48) Lara van Niekerk (1.07,50) Erin Gallagher (57,99) Emma Chelius (55,57)               | 4.03,54           |                   |
| 11   | 2     | 2    | Spanje           | Carmen Weiler (1.01,31) Jimena Ruiz (1.08,67) Paula Juste (59,09) María Daza (54,94)                             | 4.04,01           |                   |
| 11   | 2     | 7    | Griekenland      | Theodora Drakou (1.01,47) Eleni Kontogeorgou (1.09,01) Anna Ntountounaki (57,79) Maria Thaleia Drasidou (55,74)  | 4.04,01           |                   |
| 13   | 1     | 4    | Hongarije        | Lora Komoróczy (1.01,83) Eszter Békési (1.09,43) Panna Ugrai (58,93) Petra Senánszky (55,06)                     | 4.05,25           |                   |
| 14   | 2     | 8    | Portugal         | Camila Rebelo (1.01,13) Ana Rodrigues (1.08,89) Mariana Pacheco (59,00) Francisca Soares (56,24)                 | 4.05,26           |                   |
| 15   | 1     | 3    | Slovenië         | Janja Šegel (1.02,02) Tara Vovk (1.10,49) Hana Sekuti (1.00,40) Neža Klančar (54,56)                             | 4.07,47           | NR                |
| 16   | 2     | 1    | Mexico           | Tayde Sansores (1.03,13) Melissa Rodríguez (1.08,35) María José Mata Cocco (1.00,53) Tayde Revilak (56,29)       | 4.08,30           |                   |
| 17   | 3     | 0    | Filipijnen       | Teia Salvino (1.03,76) Thanya Dela Cruz (1.10,13) Jasmine Alkhaldi (1.02,78) Kayla Sanchez (55,28)               | 4.11,95           |                   |
| 18   | 2     | 0    | Kazachstan       | Xeniya Ignatova (1.02,04) Adelaida Pchelintseva (1.11,98) Sofia Spodarenko (1.00,32) Diana Taszhanova (59,58)    | 4.13,92           |                   |
| 19   | 3     | 9    | Chinees Taipei   | Wu Yi-en (1.07,47) Lin Pei-wun (1.11,36) Applejean Gwinn (1.06,13) Huang Mei-chien (56,98)                       | 4.21,94           |                   |
| –    | 1     | 5    | Slowakije        | Niet gestart | Niet gestart      | Niet gestart      |
| –    | 2     | 9    | Litouwen         | Niet gestart | Niet gestart      | Niet gestart      |
| –    | 3     | 4    | Verenigde Staten | Niet gestart | Niet gestart      | Niet gestart      |
| –    | 3     | 6    | Zuid-Korea       | Song Jae-yun (1.02,11) Moon Su-a (1.10,21) Kim Seo-yeong (58,11) Hur Yeon-kyung                                  | Gediskwalificeerd | Gediskwalificeerd |

### Finale
| Rang   | Baan | Land      | Namen | Tijd    | Bijz. |
| ------ | ---- | --------- | --- | ------- | ----- |
| Goud   | 3    | Australië | Iona Anderson (59,20) Abbey Harkin (1.07,21) Brianna Throssell (56,86) Shayna Jack (52,71)                    | 3.55,98 |       |
| Zilver | 5    | Zweden    | Louise Hansson (59,93) Sophie Hansson (1.06,18) Sarah Sjöström (56,11) Michelle Coleman (54,13)               | 3.56,35 |       |
| Brons  | 4    | Canada    | Ingrid Wilm (58,95) Sophie Angus (1.06,24) Rebecca Smith (58,28) Taylor Ruck (52,96)                          | 3.56,43 |       |
| 4      | 2    | China     | Sun Mingxia (1.02,20) Tang Qianting (1.05,15) Yu Yiting (57,16) Ai Yanhan (54,65)                             | 3.59,16 |       |
| 5      | 6    | Nederland | Kira Toussaint (1.00,26) Tes Schouten (1.07,53) Maaike de Waard (58,16) Kim Busch (54,29)                     | 4.00,24 |       |
| 6      | 1    | Italië    | Francesca Pasquino (1.01,03) Benedetta Pilato (1.06,56) Costanza Cocconcelli (58,12) Chiara Tarantino (54,63) | 4.00,34 |       |
| 7      | 8    | Polen     | Adela Piskorska (1.01,24) Dominika Sztandera (1.07,46) Paulina Peda (58,49) Kornelia Fiedkiewicz (54,54)      | 4.01,73 |       |
| 8      | 7    | Hongkong  | Stephanie Au (1.01,29) Siobhan Haughey (1.06,82) Natalie Kan (59,95) Camille Cheng (55,09)                    | 4.03,15 |       |